# 몽테역
몽테역(프랑스어: Gare de Monthey, 독일어: Bahnhof Monthey)은 스위스 발레주에 있는 몽테 지자체에 있는 기차역이다. 생젱골프-생모리스선의 중간 정류장이며, 지역 열차로만 운행된다.
몽테는 시정촌에 위치한 4개의 역 중 하나이다. 나머지 3개는 1,000mm 에이글-올롱-몽테-생페리선 상에 있다. 이들 중 가장 가까운 곳은 몽테빌이며, 서쪽으로 700m 떨어져 있다.

## 운행편
다음 서비스는 몽테에서 정차한다.
- 레기오 : 브리크까지 30분, 생젱골프까지 1시간 간격으로 운행한다.